# Sadurní Ximénez Enrich
Sadurní Ximénez i Enrich (Maó, 10 de març de 1853 - París, 25 de març de 1933), fou un escriptor i periodista que cobrí alguns dels conflictes bèl·lics més importants de la segona meitat del segle xix.
Fill de família benestant, des de ben jove destacà en el món del periodisme. El 1876 el trobem escrivint cròniques sobre les guerres carlines per a diferents publicacions menorquines i ja a l'any següent exercia com a corresponsal del setmanari madrileny La Academia relatant la Guerra russo-turca (1877–1878).
A finals de segle, el trobem establert a Mogilev (Imperi rus) després d'haver-se casat amb una dama de la noblesa russa. El fet que el seu sogre fos general tsarista, li obrí les portes dels cercles de poder imperial i a causa d'això, sembla que feu expedicions d'espionatge contra els britànics a les fronteres de l'Índia. Igualment, continuà exercint el periodisme cobrint conflictes com la guerra italo-abissínia (1896) o la revolta dels Joves Turcs dins l'Imperi Otomà el 1908.
El 1920 hagué de fugir de Rússia a causa de la Revolució russa i de l'arribada al poder dels bolxevics. Cal dir que Sadurní Ximénez sempre es caracteritzà per un tarannà conservador i reaccionari que casava molt poc amb la mentalitat de les noves autoritats comunistes. Establert a Barcelona amb la seva esposa i els seus dos fills, els abandonà per a portar una vida erràtica pronunciant conferències i consultant biblioteques per tot Europa fins que morí a París, atropellat per una motocicleta, el 1933.
Intel·lectual de certa categoria tot i que poc conegut, Ximénez fou el primer traductor de Txékhov (de qui era amic personal) al castellà. Josep Pla feu un retrat exhaustiu d'aquest personatge en el primer volum de la seva obra Homenots.

## Obres
- L'Asie mineure en ruines. Librairie Plon, Paris, 1925